# Robilante
Robilante (en français Robilant) est une commune de la province de Coni dans la région Piémont en Italie.

## Administration
| Période                                  | Période     | Identité              | Étiquette     | Qualité |
| ---------------------------------------- | ----------- | --------------------- | ------------- | ------- |
| 14 june 2004                             | 7 june 2009 | Claudio Campana       | liste civique | Maire   |
| 8 june 2009                              | 26 mai 2014 | Biagio Bedino         | liste civique | Maire   |
| 26 mai 2014                              | En cours    | Massimo Edoardo Burzi | liste civique | Maire   |
| Les données manquantes sont à compléter. |             |                       |               |         |

### Hameaux
Tetto Pettavino, Montasso, Tetto Chiappello, Malandre

### Communes limitrophes
Boves, Roaschia, Roccavione,  Vernante.